# USB kućište
USB kućište (hub) je uređaj koji proširuje jedan port univerzalne serijske magistrale (USB) na nekoliko, tako da ima više portova dostupnih za povezivanje uređaja na host sistemu.
USB kućišta su često ugrađeni u opremu, kao što su računari, tastatura, monitori, ili štampači. Kada takav uređaj ima više USB portova, uglavnom oni potiču iz jednog ili dva interna USB kućišta umesto da svaki port ima nezavisno USB kolo.
Fizički odvojena USB kućišta dolaze u raznim formama: od spoljnih kutija povezanih sa dugim kablom, do onih sa malim dizajnom koji se mogu direktno priključiti na USB port. Postoje i "kratki kablovi" kućišta koji obično koriste 6-inčni kabl za male razdaljine.
Laptop računari mogu biti opremljeni sa mnogo USB portova, ali spoljašnje USB kućište može da ujedini nekoliko svakodnevnih uređaja (kao što su miš i štampač) u jedno čvorište i tako omogući lako uključivanje i isključivanje uređaja.

## Fizčiki izgled
USB mreža je izgrađena od USB kućišta povezanih horizontalno na USB portove. USB kućišta mogu proširiti USB mrežu na maksimum od 127 portova. USB portovi su često usko raspoređeni. Shodno tome, priključivanje uređaja na jednom portu može fizički blokirati susedni port, posebno kada utikač nije deo kabla, ali je sastavni deo uređaja kao što je USB fleš disk. Horizontalna niz horizontalnih utičnica je laka za proizvodnju, ali može da prouzrokuje da budu upotrebljiva samo dva porta od mogućih četiri. ( u zavisnosti od širine utikača ).
Port nizovi u kojima je orijentacija postavljena pod pravim uglom generalno imaju manje problema blokade. Spoljna "oktopus" ili "Squid" čvorišta, ili "zvezda" čvorišta se ne susreću sa ovim problemom.

## Ograničenja dužine
USB kablovi su ograničeni do 3 m za USB 1.1 uređaje male brzine. Kućište se može koristiti kao aktivni USB repetitor da produži dužinu kabla do 5 m.

## Snaga
Kućište napajano magistralom (bus powered hub) je USB kućište koje crpi svu svoju snagu iz USB interfejsa domaćina računara. Nije potrebno posebno napajanje. Međutim, mnogi uređaji zahtevaju više snage nego što se na ovaj način može proizvesti i neće raditi u ovoj vrsti kućišta. 
USB električno napajanje je dislocirano u jedinicama od 100mA do maksimalno 500mA po portu. Zato kompatibilno kućište napajano magistralom ne može imati više od četiri horizontalna porta i ne može ponuditi više od četiri 100mA u ukupnom horizontalnom napajanju ( s obzirom da je čvorištu potrebna jedna jedinica za sebe). Ako uređaj zahteva više jedinica napajanja nego što port može ponuditi, operativni sistem obično obavesti korisnika o tome. 
Nasuprot, samonapajajuće kućište (self-powered hub)je ono koje uzima svoju snagu iz spoljnjjeg napajanja i može proizvesti punu snagu do 500mA po portu. Mnoga kućišta mogu raditi i kao kućišta napajana magistralom i kao samonapajajuća kućišta.
Postoji mnogo nekompatibilnih kućišta na tržištu koje host prepoznaje kao samonapajajuća iako su u stvari to USB kućišta napajana magistralom. Isto tako postoji mnogo nekompatibilnih uređaja koji koriste više od 100mA bez identifikovanja sebe kao USB uređaja uopšte. Ova čvorišta i uređaji dozvoljavaju više fleksibilnosti u korišćenju napona, ali je teže identifikovati problem pri napajanju. 
Neka samonapajajuća kućišta ne pružaju dovoljno snage da dovedu 500mA opterećenja na svaki port. 
Hibridno napajana kućišta (Dynamic-powered hubs) su čvorišta koja mogu raditi i kao kućište napajano magistralom (Bus-powered hub) i kao samonapajajuće kućište (Self-powered hub). Oni mogu automatski menjati način u zavisnosti od toga da li je izdvojena snaga napajanja dostupna ili ne. Dok se prebacuje iz kućišta napajanog magistralom u samonapajajuće kućište nije neophodno automatsko prepoznavanje od strane hosta.

## Brzina
Da bi se omogućila velika brzina uređaja za rad u najbržem modu sva čvorišta između uređaja i kompjutera moraju biti velikih brzina. 
Svi uređaji velike brzine moraju se vratiti na maksimalnu brzinu kada se priključe na ćvorišta maksimalne brzine. Dok čvorišta velike brzine mogu komunicirati na svim brzinama uređaja, male i maksimalne brzine čvorišta su kombinovane i odvojena od velikih brzina putem transakcionog prevodioca.

## Protokol
Svako kućište ima tačno jedan broj vertikalnih i horizontalnih portova. Vertikalni port povezuje kućište direktno ili kroz druga kućišta za host. Druga kućišta ili uređaji mogu biti povezani sa horizontalnim portovima. Tokom normalnog prenosa kućišta su u suštini transparentni (vidljivi); dokument primljen iz vertikalnog porta emituje se na sve uređaje priključene za horizontalne portove; dokument primljen sa horizontalnog porta obično se samo prosleđuje na vertikalni port. Na taj način, ono što je poslato sa hosta primaju svi portovi i uređaji, a ono što je poslato sa uređaja prima samo host, ne ostali uređaji (izuzetak je nastavljena (povezana) signalizacija). Horizontralno usmeravanje se promenilo u USB 3.0 sa dodatkom napajanja od tačke do tačke (Point to point routing):Naponski kabl šalje u naponsko žarište, glavu napajanja dozvolu USB 3.0 hostu da pošalje paket do jednog odredišta i time smanjuje zagušenje i potrošnu snagu.
Kućišta nisu transparentna kada se nose sa promenama u horizontalnim portovima, kao što su ubacivanje ili odstranjivanje uređaja. U suštini, ako horizontalni port kućišta promeni status, ova promena je u interakciji između hosta i tog kućišta, čvorišta između njih se ponašaju transparentno u tom slučaju.

## Spoljašnje veze
- Veb sajt USB konzorcijuma (језик: енглески)
- USB 2.0 specifikacija (језик: енглески)
- Sve o USB-u (језик: енглески)
- USB 3.0 specifikacija (језик: енглески)
- USB hub over Ethernet (језик: енглески)